# 1649
1649 (MDCXLIX) fue un año común comenzado en viernes, según el calendario gregoriano.

## Acontecimientos
- Epidemia de peste en Sevilla.
- Se inicia el asedio de 1649 por los realistas al mando de Gran Condé, en el transcurso de la Fronda.[1]
- Marruecos - Traslado de la capital a Fez.
- 18 de abril: Consagración de la Catedral Metropolitana de la Inmaculada Concepción, en Puebla de Zaragoza, Puebla.
- 30 de enero: Carlos I de Inglaterra es decapitado.[2]

## Nacimientos
- 2 de febrero: Benedicto XIII, papa de la Iglesia católica. (f. 1730)
- 1 de abril: James Scott, duque de Monmouth, noble británico. (f. 1685)

## Fallecimientos
- 22 de enero: Alessandro Turchi, pintor italiano (n. 1578)
- 1 de abril: Juan Bautista Maíno, pintor español (n. 1581)
- 20 de julio: Alessandro Varotari, el Padovanino, pintor italiano (n. 1588)
- Carlos I de Inglaterra, rey de Inglaterra.
- Juan Martínez Montañés, escultor español.